# 瘦魔人
是一部於2018年上映的美國超自然恐怖片，由西爾凡·懷特執導，大衛·比爾克撰寫劇本。電影改編自艾瑞克·克努森創作的偽都市傳說瘦長人，由傑維爾·伯特、潔茲·辛克雷爾、喬伊·金、茱莉亞·戈爾達尼·泰爾斯、安娜麗絲·巴索和亞歷克斯·菲茨亞蘭主演。電影定於2018年8月10日於美國上映。

## 演員
- 傑維爾·伯特 飾 瘦魔人
- 潔茲·辛克雷爾（英语：Jaz Sinclair） 飾 克蘿伊
- 喬伊·金 飾 雷恩
- 茱莉亞·戈爾達尼·泰爾斯（英语：Julia Goldani Telles） 飾 荷莉
- 安娜麗絲·巴索 飾 吹笛手
- 亞歷克斯·菲茨亞蘭 飾 湯姆
- 凱文·查普曼（英语：Kevin Chapman） 飾 詹森先生

## 製作
2016年5月，據報導索尼影視娛樂已經開始發展由艾瑞克·克努森所創作的瘦魔人電影，並由大衛·比爾克撰寫劇本。2017年1月4日，西爾凡·懷特被聘請執導電影，布拉德·費舍爾、詹姆斯·范德比爾特、威廉·薛拉克、羅賓·梅辛格和莎拉·斯諾擔當製片人。2017年5月22日，宣布由傑維爾·伯特、潔茲·辛克雷爾、喬伊·金、茱莉亞·戈爾達尼·泰爾斯、安娜麗絲·巴索和亞歷克斯·菲茨亞蘭主演。2017年7月，凱文·查普曼加盟電影，並飾演一個情緒失控和酗酒的爸爸。

### 拍攝
主體拍攝在2017年6月19日位於波士頓進行，並在同年7月28日完成拍攝。

## 發行
在美國，《瘦魔人》最初定於2018年5月18日上映，由螢幕寶石發行。2018年1月底，該片延期至2018年8月24日上映。最後，該片改為2018年8月10日上映。

## 爭議
2014年，兩名12歲女孩愛妮莎·E·懷爾（Anissa E. Weier）與摩根·E·蓋瑟（Morgan E. Geyser）將一名同齡女同學佩頓·路特娜（Payton Leutner）嚴重刺傷，被逮捕後承認她們的動機與瘦長人有關。因此，愛妮莎的父親比爾（Bill）強烈反對《瘦魔人》上映，並譴責片商索尼影視娛樂「在延長這三個家庭（指兩名兇手和一名受害者的家庭）的痛苦」。一名女子艾莉森·帕里斯（Alison Perris）看完根據該事件改編的HBO紀錄片《當心瘦魔人》後，在網路平台上發起了請求索尼不要推出《瘦魔人》的請願，獲得近2萬人連署。艾莉森表示，「許多孩子不知道瘦長人是虛構的，這會傷害到他們」。